# Municipio de Tlahuiltepa
El municipio de Tlahuiltepa es uno de los ochenta y cuatro municipios que conforman el estado de Hidalgo en México. La cabecera municipal es la localidad de Tlahuiltepa y la localidad más poblada es Buenavista.
El municipio se localiza al norte del territorio hidalguense entre los paralelos 20°37′ y 21°3′ de latitud norte; los meridianos 98°50′ y 99°7′ de longitud oeste; con una altitud entre 500 y 2600 m s. n. m. Este municipio cuenta con una superficie de 531.62 km², y representa el 2.55 % de la superficie del estado; dentro de la región geográfica denominada como Sierra Alta y la Sierra Gorda.
Colinda al norte con los municipios de La Misión y Tepehuacán de Guerrero; al este con los municipios de Tepehuacán de Guerrero, Molango de Escamilla, Juárez Hidalgo y Eloxochitlán; al sur con los municipios de Eloxochitlán y Cardonal; al oeste con los municipios de Cardonal, Nicolás Flores y Jacala de Ledezma.

## Toponimia
La palabra Tlahuiltepa proviene del náhuatl ; por lo que su significado es «Lugar en donde se riegan las cosas arcillosas».

## Geografía

### Relieve e hidrográfica
En cuanto a fisiografía se encuentra dentro de las provincia de la Sierra Madre Oriental; dentro de la subprovincia Carso Huasteco. Su territorio es sierra (92.0 %) y meseta (8.0 %). Los cerros más altos son el cerro del Águila, el cerro Chato y cerro Grande.
En cuanto a su geología corresponde al periodo cretácico (93.95 %), neógeno (2.0 %), terciario (2.0 %), jurásico (1.0 %) y cuaternario (1.0%). Con rocas tipo ígnea intrusiva: granodiorita (2.0%); ígnea extrusiva: basalto (1.0%) Sedimentaria: caliza (90.95%) y caliza-lutita (5.0%); suelo: aluvial (1.0%). En cuanto a cuanto a edafología el suelo dominante es leptosol (88.0%) y phaeozem (11.95%).
En lo que respecta a la hidrología se encuentra posicionado en la región hidrológica del Pánuco (3.0%); en las cuencas del río Moctezuma; dentro de las subcuenca del río Amajac.

### Clima
El municipio presenta en toda su extensión un clima Semiseco semicálido (37.0%), templado subhúmedo con lluvias en verano, de menor humedad (16.0%), semiseco templado (13.0%), templado subhúmedo con lluvias en verano, de mayor humedad (12.0%), semicálido subhúmedo con lluvias en verano, de humedad media (6.0%), semicálido subhúmedo con lluvias en verano, de menor humedad (4.0%), semiseco muy cálido y cálido (4.0%), semicálido húmedo con lluvias todo el año (3.0%), templado subhúmedo con lluvias en verano, de humedad media (2.0%), seco semicálido (2.0%) y cálido subhúmedo con lluvias en verano, de menor humedad (1.0%).
Con una temperatura media anual de 17.0 grados centígrados y precipitación pluvial media anual de 900 mm; las heladas inician a finales de septiembre y durante el invierno, éstas generalmente suceden a diario, las granizadas se presentan cuando las lluvias son más fuertes generalmente a finales del mes de agosto.

### Ecología
En cuanto a flora, hay árboles de cedro rojo y blanco, bálsamo, palo escrito, álamos, encinos, flores de margaritas, hortensias y nochebuena. En cuanto a fauna se cuenta con jilguero, la calandria, el chuparrosa o colibrí; entre los crustáceos, la acamaya y el conocal; y, en reptiles: coralillo, mahuaquite, cascabel, mazacuate chirrionera y serpientes de agua.

## Demografía

### Población
De acuerdo a los resultados que presentó el Censo Población y Vivienda 2020 del INEGI, el municipio cuenta con un total de 9086 habitantes, siendo 4411 hombres y 4675 mujeres. Tiene una densidad de 17.1 hab/km², la mitad de la población tiene 33 años o menos, existen 94 hombres por cada 100 mujeres.
El porcentaje de población que habla lengua indígena es de 0.55 %, el porcentaje de población que se considera afromexicana o afrodescendiente es de 0.59 %. Tiene una Tasa de alfabetización de 98.7 % en la población de 15 a 24 años, de 81.8 % en la población de 25 años y más. El porcentaje de población según nivel de escolaridad, es de 12.1 % sin escolaridad, el 73.1 % con educación básica, el 11.1 % con educación media superior, el 3.6 % con educación superior, y 0.1 % no especificado.
El porcentaje de población afiliada a servicios de salud es de 80.5 %. El 1.6 % se encuentra afiliada al IMSS, el 88.6 % al INSABI, el 4.4 % al ISSSTE, 5.2 % IMSS Bienestar, 0.2 % a las dependencias de salud de PEMEX, Defensa o Marina, 0.1 % a una institución privada, y el 0.1 % a otra institución. El porcentaje de población con alguna discapacidad es de 10.8 %. El porcentaje de población según situación conyugal, el 38.1 % se encuentra casada, el 28.2 % soltera, el 22.8 % en unión libre, el 3.5 % separada, el 0.4 % divorciada, el 7.0 % viuda.
Para 2020, el total de viviendas particulares habitadas es de 2850 viviendas, representa el 0.3 % del total estatal. Con un promedio de ocupantes por vivienda 3.2 personas. Predominan las viviendas con tabique y block. En el municipio para el año 2020, el servicio de energía eléctrica abarca una cobertura del 96.0 %; el servicio de agua entubada un 30.8 %; el servicio de drenaje cubre un 85.5 %; y el servicio sanitario un 96.8 %.

### Localidades
Para el año 2020, de acuerdo al Catálogo de Localidades, el municipio cuenta con 106 localidades.
| Código INEGI | Localidad                                     | Población (2020) | Porcentaje (%) | Ámbito Población | Categoría Población |
| ------------ | --------------------------------------------- | ---------------- | -------------- | ---------------- | ------------------- |
| 130710007    | Buenavista                                    | 638              | 7.02           | Rural            | Comunidad           |
| 130710002    | Santiago Acapa                                | 613              | 6.75           | Rural            | Comunidad           |
| 130710097    | Xuchiatipa                                    | 598              | 6.58           | Rural            | Comunidad           |
| 130710030    | Xilocuatitla (El Puerto de Xilocuatitla)      | 402              | 4.42           | Rural            | Ranchería           |
| 130710012    | Coyocala                                      | 388              | 4.27           | Rural            | Ranchería           |
| 130710023    | San Andrés Miraflores                         | 306              | 3.37           | Rural            | Ranchería           |
| 130710001    | Tlahuiltepa                                   | 286              | 3.15           | Urbana           | Cabecera municipal  |
| 130710069    | El Duraznito                                  | 284              | 3.13           | Rural            | Ranchería           |
| 130710078    | La Nueva Era                                  | 271              | 2.98           | Rural            | Ranchería           |
| 130710006    | Boca de León                                  | 264              | 2.91           | Rural            | Ranchería           |
| 130710016    | Itztamichapa                                  | 220              | 2.42           | Rural            | Ranchería           |
| 130710021    | Palo Perdido                                  | 210              | 2.31           | Rural            | Ranchería           |
| 130710013    | Chichicaxtla                                  | 206              | 2.27           | Rural            | Ranchería           |
| 130710024    | San Marcos                                    | 202              | 2.22           | Rural            | Ranchería           |
| 130710010    | Cerro del Águila                              | 201              | 2.21           | Rural            | Ranchería           |
| 130710037    | Nuevo Monterrey                               | 196              | 2.16           | Rural            | Ranchería           |
| 130710027    | Tlaxcantitla                                  | 193              | 2.12           | Rural            | Ranchería           |
| 130710025    | Santiago                                      | 192              | 2.11           | Rural            | Ranchería           |
| 130710014    | Dominí                                        | 165              | 1.82           | Rural            | Ranchería           |
| 130710018    | Las Manzanas                                  | 157              | 1.73           | Rural            | Ranchería           |
| 130710067    | Demañi                                        | 149              | 1.64           | Rural            | Ranchería           |
| 130710029    | El Venado                                     | 137              | 1.51           | Rural            | Ranchería           |
| 130710033    | Zaragoza                                      | 128              | 1.41           | Rural            | Ranchería           |
| 130710011    | La Concordia                                  | 124              | 1.36           | Rural            | Ranchería           |
| 130710035    | La Unión                                      | 123              | 1.35           | Rural            | Ranchería           |
| 130710084    | El Roble                                      | 115              | 1.27           | Rural            | Ranchería           |
| 130710015    | Profesor Raciel Salcedo Rangel (El Duraznito) | 107              | 1.18           | Rural            | Ranchería           |
| 130710017    | La Laguna                                     | 100              | 1.10           | Rural            | Ranchería           |
| 130710036    | San Francisco                                 | 98               | 1.08           | Rural            | Ranchería           |
| 130710040    | Lázaro Cárdenas                               | 97               | 1.07           | Rural            | Ranchería           |
| 130710004    | Agua Tapada                                   | 90               | 0.99           | Rural            | Ranchería           |
| 130710026    | Santo Domingo                                 | 89               | 0.98           | Rural            | Ranchería           |
| 130710005    | Barrio de Guadalupe                           | 87               | 0.96           | Rural            | Ranchería           |
| 130710009    | Cerro Chato                                   | 87               | 0.96           | Rural            | Ranchería           |
| 130710034    | El Ocotal                                     | 80               | 0.88           | Rural            | Ranchería           |
| 130710094    | Lindavista                                    | 75               | 0.83           | Rural            | Ranchería           |
| 130710020    | Nuevo Reynosa (Cinco Palos)                   | 73               | 0.80           | Rural            | Ranchería           |
| 130710038    | El Palmar                                     | 70               | 0.77           | Rural            | Ranchería           |
| 130710008    | Camarones                                     | 69               | 0.76           | Rural            | Ranchería           |
| 130710054    | Agua Grande                                   | 66               | 0.73           | Rural            | Ranchería           |
| 130710022    | Las Pilas                                     | 64               | 0.70           | Rural            | Ranchería           |
| 130710028    | Tolantongo                                    | 63               | 0.69           | Rural            | Ranchería           |
| 130710066    | Calderones                                    | 52               | 0.57           | Rural            | Ranchería           |
| 130710083    | La Rinconada                                  | 50               | 0.55           | Rural            | Ranchería           |
| 130710088    | Tierra Blanca                                 | 47               | 0.52           | Rural            | Ranchería           |
| 130710116    | El Llano                                      | 46               | 0.51           | Rural            | Ranchería           |
| 130710041    | Xiopa                                         | 46               | 0.51           | Rural            | Ranchería           |
| 130710058    | El Aviadero                                   | 45               | 0.50           | Rural            | Ranchería           |
| 130710003    | Agua del Cuervo                               | 39               | 0.43           | Rural            | Ranchería           |
| 130710065    | El Borbollón                                  | 39               | 0.43           | Rural            | Ranchería           |
| 130710139    | El Embocadero                                 | 34               | 0.37           | Rural            | Ranchería           |
| 130710090    | Las Canoas (Vado Hondo)                       | 33               | 0.36           | Rural            | Ranchería           |
| 130710079    | Nuevo Zacatlán (El Zacate)                    | 33               | 0.36           | Rural            | Ranchería           |
| 130710141    | San Andresito                                 | 33               | 0.36           | Rural            | Ranchería           |
| 130710019    | Nuevo Morelos                                 | 31               | 0.34           | Rural            | Ranchería           |
| 130710142    | Barrio el Mirador (La Capilla)                | 30               | 0.33           | Rural            | Ranchería           |
| 130710089    | La Ventana                                    | 29               | 0.32           | Rural            | Ranchería           |
| 130710061    | La Yesca                                      | 27               | 0.30           | Rural            | Ranchería           |
| 130710063    | Buena Vista                                   | 22               | 0.24           | Rural            | Ranchería           |
| 130710140    | Piedra Colorada                               | 22               | 0.24           | Rural            | Ranchería           |
| 130710076    | La Mesa                                       | 21               | 0.23           | Rural            | Ranchería           |
| 130710095    | San Jerónimo                                  | 20               | 0.22           | Rural            | Ranchería           |
| 130710098    | El Tejocote                                   | 18               | 0.20           | Rural            | Ranchería           |
| 130710080    | El Orégano                                    | 17               | 0.19           | Rural            | Ranchería           |
| 130710057    | Amajac (La Maroma)                            | 15               | 0.17           | Rural            | Ranchería           |
| 130710101    | Barranca del Cerro del Águila (Barranca Seca) | 15               | 0.17           | Rural            | Ranchería           |
| 130710046    | El Somerial                                   | 15               | 0.17           | Rural            | Ranchería           |
| 130710062    | Xilitla                                       | 15               | 0.17           | Rural            | Ranchería           |
| 130710075    | Media Luna                                    | 14               | 0.15           | Rural            | Ranchería           |
| 130710100    | El Aguacate                                   | 12               | 0.13           | Rural            | Ranchería           |
| 130710056    | Cangui                                        | 11               | 0.12           | Rural            | Ranchería           |
| 130710081    | Piedra Parada                                 | 11               | 0.12           | Rural            | Ranchería           |
| 130710099    | El Zancudo                                    | 10               | 0.11           | Rural            | Ranchería           |
| 130710092    | Guadalupe                                     | 10               | 0.11           | Rural            | Ranchería           |
| 130710113    | El Garabato                                   | 9                | 0.10           | Rural            | Ranchería           |
| 130710120    | Las Manzanitas                                | 9                | 0.10           | Rural            | Ranchería           |
| 130710032    | Yerbabuena (El Puerto)                        | 9                | 0.10           | Rural            | Ranchería           |
| 130710129    | Puerto el Paichle                             | 8                | 0.09           | Rural            | Ranchería           |
| 130710073    | La Laguna                                     | 7                | 0.08           | Rural            | Ranchería           |
| 130710060    | Agua Zarca                                    | 6                | 0.07           | Rural            | Ranchería           |
| 130710121    | El Encinalito                                 | 6                | 0.07           | Rural            | Ranchería           |
| 130710077    | El Nenfi                                      | 6                | 0.07           | Rural            | Ranchería           |
| 130710143    | La Nueva Reforma                              | 6                | 0.07           | Rural            | Ranchería           |
| 130710112    | Los Frijolares                                | 6                | 0.07           | Rural            | Ranchería           |
| 130710110    | El Conizal                                    | 5                | 0.06           | Rural            | Ranchería           |
| 130710055    | El Fresno                                     | 5                | 0.06           | Rural            | Ranchería           |
| 130710070    | La Era                                        | 5                | 0.06           | Rural            | Ranchería           |
| 130710111    | La Escondida                                  | 5                | 0.06           | Rural            | Ranchería           |
| 130710064    | Agua del Ocote                                | 4                | 0.04           | Rural            | Ranchería           |
| 130710068    | El Dominí                                     | 4                | 0.04           | Rural            | Ranchería           |
| 130710102    | La Barranca (El Somerial)                     | 4                | 0.04           | Rural            | Ranchería           |
| 130710109    | La Ciruela                                    | 4                | 0.04           | Rural            | Ranchería           |
| 130710106    | Las Canoas                                    | 4                | 0.04           | Rural            | Ranchería           |
| 130710136    | Tonchi                                        | 4                | 0.04           | Rural            | Ranchería           |
| 130710059    | Agua del Capulín (El Capulín)                 | 3                | 0.03           | Rural            | Ranchería           |
| 130710048    | Cerro Grande                                  | 3                | 0.03           | Rural            | Ranchería           |
| 130710104    | El Bexu                                       | 3                | 0.03           | Rural            | Ranchería           |
| 130710115    | El Limoncito                                  | 3                | 0.03           | Rural            | Ranchería           |
| 130710072    | Jilguero                                      | 3                | 0.03           | Rural            | Ranchería           |
| 130710096    | Rancho Nuevo (Xiopa)                          | 3                | 0.03           | Rural            | Ranchería           |
| 130710125    | El Palmillar                                  | 2                | 0.02           | Rural            | Ranchería           |
| 130710107    | Cerro del León (El Cerrito)                   | 1                | 0.01           | Rural            | Ranchería           |
| 130710071    | La Guayaba                                    | 1                | 0.01           | Rural            | Ranchería           |
| 130710086    | La Soledad                                    | 1                | 0.01           | Rural            | Ranchería           |
| 130710119    | Manuel Cruz Barrera                           | 1                | 0.01           | Rural            | Ranchería           |
| 130710082    | Rancho Viejo                                  | 1                | 0.01           | Rural            | Ranchería           |

## Política
Se erigió como municipio el 29 de septiembre de 1871. El Honorable Ayuntamiento está compuesto por: un presidente municipal, un síndico, cinco regidores, y cuarenta y cuatro delegados municipales. De acuerdo al Instituto Nacional electoral (INE) el municipio está integrado por diecisiete secciones electorales, de la 1378 a la 1394.
Para la elección de diputados federales a la Cámara de Diputados de México y diputados locales al Congreso de Hidalgo, se encuentra integrado al III Distrito Electoral Federal de Hidalgo y al II Distrito Electoral Local de Hidalgo. A nivel estatal administrativo pertenece a la Macrorregión IV y a la Microrregión XXII, además de a la Región Operativa XII Molango.

### Cronología de presidentes municipales
| Periodo                  | Nombre                             | Afiliación política        |
| ------------------------ | ---------------------------------- | -------------------------- |
| 1964-1967                | Pablo Franco Valente               | -                          |
| 1967-1970                | Leonardo Del Valle C               | -                          |
| 1970-1973                | Alberto Mendoza Rivera             | -                          |
| 1973-1976                | Arturo Velázquez López             | -                          |
| 1976-1979                | Anastasio Morales Pérez            | -                          |
| 1979-1982                | Justino Otero Martínez             | -                          |
| 1982-1985                | Pascual Trejo                      | -                          |
| 1985-1988                | Raciel Salcedo Rangel              | -                          |
| 1988-1991                | Tiberio Chávez Camacho             | -                          |
| 1991-1994                | Adán Martínez Barrera              | -                          |
| 16/01/1994 al 15/01/1997 | Fortuno Guerrero Cruz              | PRI                        |
| 16/01/1997 al 15/01/2000 | Israel Martínez Rivera             | PRI                        |
| 16/01/2000 al 15/01/2003 | Bernardo Reyes Velázquez           | PRI                        |
| 16/01/2003 al 15/01/2006 | J. Eloy Trejo López                | PRI                        |
| 16/01/2006 al 15/01/2009 | Fortunato Francisco Chávez Barrera | PRD                        |
| 16/01/2009 al 15/01/2012 | Florentino Villeda Olguín          | Mas x Hidalgo              |
| 16/01/2012 al 04/09/2016 | Israel Martínez Rivera             | PRI                        |
| 05/09/2016 al 04/09/2020 | Reginaldo González Viveros         | PANAL                      |
| 05/09/2020 al 14/12/2020 | Edvino Campoy Beltrán              | Concejo Municipal Interino |
| 15/12/2020 al 04/09/2024 | Said Tiberios Chávez Cobos         | PRI                        |
| 05/09/2024 al 04/09/2027 | Diana López Rangel                 | Morena                     |

## Economía
En 2015 el municipio presenta un IDH de 0.610 Medioo, por lo que ocupa el lugar 80.º a nivel estatal; y en 2005 presentó un PIB de $174,861,461.00 pesos mexicanos, y un PIB per cápita de $18,875.00 (precios corrientes de 2005).
De acuerdo con el Consejo Nacional de Evaluación de la Política de Desarrollo Social (Coneval), el municipio registra un Índice de Marginación Alto. El 47.7% de la población se encuentra en pobreza moderada y 28.1% se encuentra en pobreza extrema. En 2015, el municipio ocupó el lugar 69 de 84 municipios en la escala estatal de rezago social.
A datos de 2015, en materia de agricultura la superficie total cultivable es de 1956 ha, correspondiendo al 4.4% del total de la superficie municipal. La superficie de riego es de 181 ha. En ganadería se cría ganado bovino de leche y carne, con 4317 cabezas, caprino 1961 cabezas, porcino 1512 asimismo cuenta con aves de postura y engorda, como pavos, contando con producción de miel y cera de abeja.
Para 2015 se cuenta con 40 unidades económicas, que generaban empleos para 64 personas. En lo que respecta al comercio, se cuenta con veintiún tiendas Diconsa y ocho lecheras Liconsa. De acuerdo con cifras al año 2015 presentadas en los censos económicos por el INEGI, la Población Económicamente Activa (PEA) del municipio asciende a 2751 personas de las cuales 2649 se encuentran ocupadas y 102 se encuentran desocupadas. El 60.44%, pertenece al sector primario, el 13.36% pertenece al sector secundario, el 25.07% pertenece al sector terciario y el 1.13% no especificaron.